# Пангасии
Пангасии, или шильбовые сомы-пангасии (лат. Pangasius), — род лучепёрых рыб из семейства пангасиевых (Pangasiidae).

## Описание
Верх тела тускло-серый, сланцевый или почти чёрный или переливающийся синий, голубовато-зелёный, зелёный или бронзовый цвет. Брюхо, обычно, белое, а плавники чаще всего темноватые. Число позвонков варьирует от 39 до 52. Плавательный пузырь может быть однокамерным (Pangasius gigas и Pangasius hypophthalmus) или многокамерным.

## Распространение
Представители рода встречаются в Юго-Восточной Азии.

## Классификация
На январь 2018 года в род включают 21 современный вид и один ископаемый:
- Pangasius bocourti Sauvage, 1880 (Basa[англ.])
- Pangasius conchophilus Roberts & Vidthayanon, 1991
- Pangasius djambal Bleeker, 1846
- Pangasius elongatus Pouyaud, Gustiano & Teugels, 2002
- Pangasius humeralis Roberts, 1989
- † Pangasius indicus (Marck, 1876)
- Pangasius kinabatanganensis Roberts & Vidthayanon, 1991
- Pangasius krempfi Fang & Chaux, 1949
- Pangasius kunyit Pouyaud, Teugels & Legendre, 1999
- Pangasius larnaudii Bocourt, 1866
- Pangasius lithostoma Roberts, 1989
- Pangasius macronema Bleeker, 1851
- Pangasius mahakamensis Pouyaud, Gustiano & Teugels, 2002
- Pangasius mekongensis Gustiano, Teugels & Pouyaud, 2003
- Pangasius myanmar Roberts & Vidthayanon, 1991
- Pangasius nasutus (Bleeker, 1863)
- Pangasius nieuwenhuisii (Popta, 1904)
- Pangasius pangasius (Hamilton, 1822) — Обыкновенная пангасия
- Pangasius polyuranodon Bleeker, 1852
- Pangasius rheophilus Pouyaud & Teugels, 2000
- Pangasius sabahensis Gustiano, Teugels & Pouyaud, 2003
- Pangasius sanitwongsei Smith, 1931

### Вымершие виды
В ископаемом состоянии известен один вид (Pangasius indicus) из отложений палеогена на острове Суматра.